# Maurice Lacoin
Pour les articles homonymes, voir Lacoin.
Marie Léon Maurice Lacoin, né le 25 octobre 1877 à Dax et mort le 13 mai 1963 à Neuilly-sur-Seine, est un ingénieur naval, industriel et homme d'affaires français.

## Biographie

### Famille
Maurice Lacoin naît le 25 octobre 1877 à Dax ; il est le fils de Félix Lacoin (1839-1913, avocat), et de Céline Darracq (1850-1933). Il a deux frères : Gaston (1873-1961, avocat), et Paul (1874-1913). Il épouse Marguerite Lafabrie (1874-1952), avec qui il a 9 enfants : Marie-Thérèse (1903-1978), Pierre (1906-1986, religieux), Élisabeth (1907-1929, auteure et amie de Simone de Beauvoir), Madeleine (1909-1994, religieuse), Bernard (1911-1984), Germaine (1913-1999), Geneviève (1918-1997), Françoise (1918-?) et Vincent (1919-2009, officier de marine). La famille s'installe à Paris, au 28 rue de Varenne en 1908, puis en 1927 au 5bis rue de Berri, et passe toutes ses vacances à Biarritz.

### Études et carrière
Il étudie d'abord au collège Stanislas, puis entre à l'école polytechnique de 1896 à 1898. Il intègre alors le génie maritime. Il rejoint la compagnie du chemin de fer de Paris à Orléans en 1905, où il atteint le rang d'adjoint au directeur général. À ce poste, il conduit l'électrification de la ligne Paris-Vierzon et forme le personnel de la compagnie aux nouvelles technologies. Il est secrétaire général de Citroën de 1927 à 1930, président de Neyret-Beylier de 1931 à 1947 et de La Cellulose du Pin à partir de 1940. Il est aussi le premier président de l'ACADI (association des cadres dirigeants de l'industrie). Il meurt le 13 mai 1963 à Neuilly-sur-Seine.

## Œuvres
Il consacre la majorité de son œuvre littéraire à l'histoire de l’industrie et des sciences :
- La taxe d'apprentissage (1924)
- La crise économique mondiale (1932)
- Vers un équilibre nouveau (1933) [lire en ligne]
- Les Débuts de la grande industrie chimique et la Société d'encouragement pour l'industrie nationale : Leblanc, Chaptal (1945)
- Chaptal, ministre de la production industrielle du Premier Consul (1945)
- Études sur la formation du sol de la Gascogne et la restauration de la forêt landaise (1948)
- Pierre Duhem et Anneliese Maier (1956)
- Exploitation des chemins de fer secondaires français : méthodes - installations et matériel (1958)

## Distinctions
- Chevalier de la Légion d'honneur (5 octobre 1920)